# Oncicola signoides
Oncicola signoides är en hakmaskart som först beskrevs av Meyer 1932.  Oncicola signoides ingår i släktet Oncicola och familjen Oligacanthorhynchidae. Inga underarter finns listade i Catalogue of Life.